# Artère hépatique propre
Pour les articles homonymes, voir Artère hépatique.
L'artère hépatique propre est une artère systémique de l'abdomen. Elle vascularise le foie, les voies biliaires ainsi qu'une partie de l'estomac.

## Terminologie
L'artère hépatique propre est quelquefois nommée improprement : artère hépatique moyenne ou artère hépatique médiane ou artère hépatique primordiale moyenne.

## Origine
L'artère hépatique propre est la branche terminale supérieure de l'artère hépatique commune. La branche terminale inférieure étant l'artère gastro-duodénale.

## Trajet
L'artère hépatique propre se dirige en avant et à droite  jusqu'au flanc droit de la veine porte, puis se dirige verticalement vers le haut dans le petit omentum.
Au niveau du tubercule omental du foie, elle se divise en deux branches terminales les rameaux droit et gauche de l'artère hépatique propre, souvent nommées artères hépatiques droite et gauche dans la littérature.
Avant sa division terminale elle donne l'artère gastrique droite.
De façon inconstante, elle peut fournir un rameau intermédiaire, parfois nommée artère hépatique moyenne de Haller, qui irrigue les segment IV et postérieur du foie.
L'artère hépatique propre constitue, avec la veine porte et la voie biliaire principale, le pédicule hépatique.

## Rameau droit de l'artère hépatique propre
Le rameau droit de l'artère hépatique propre (ou artère hépatique droite) se dirige vers la droite devant la veine porte et en arrière du conduit cholédoque. Il mesure environ 17 mm de long pour un diamètre de 3 à 5 mm.
Il donne l'artère cystique, l'artère droite du lobe caudé, l'artère du segment antérieur hépatique et l'artère du segment postérieur hépatique.
Il vascularise le lobe droit du foie : les segments V à VIII et la vésicule biliaire.

## Rameau gauche de l'artère hépatique propre
Le rameau gauche de l'artère hépatique propre (ou artère hépatique gauche) se dirige vers la gauche dans le petit omentum au niveau du ligament hépato-gastrique. Il mesure environ 28 mm de long pour un diamètre de 3,5 mm.
Il donne l'artère du segment médial hépatique et l'artère du segment latéral hépatique.
Il vascularise le lobe gauche du foie (segments I à IV).

## Variations anatomiques
Le rameau droit de l'artère hépatique propre peut être aberrante en naissant de l'artère mésentérique supérieure.
Le rameau gauche de l'artère hépatique propre peut naître directement de l'artère gastrique gauche (12 à 24 % des cas) et peut vasculariser la totalité du foie dans 1% des cas.

## Aspect clinique
En raison de la variabilité anatomique, la localisation des branches de l'artère hépatique propre est importante lors des interventions en chirurgie hépatique et bariatrique.